# Proceedings of the IEEE
Proceedings of the IEEE  ist eine monatlich erscheinende begutachtete wissenschaftliche Fachzeitschrift, die vom Institute of Electrical and Electronics Engineers (IEEE) herausgegeben wird. Die Zeitschrift wurde 1909 als Proceedings of the Wireless Institute vom Wireless Institute gegründet. Nach dem Zusammenschluss des Wireless Institute und der Society of Wireless Telegraph Engineers zum Institute of Radio Engineers (IRE) im Jahr 1911, wurde sie ab 1913 neu unter dem Namen Proceedings of the IRE herausgegeben. Und 1963, nach wiederum deren Zusammenschluss mit dem American Institute of Electrical Engineers zur IEEE erhielt sie ihren aktuellen Namen. Chefredakteur ist H. Joel Trussell. Die Zeitschrift beschäftigt sich mit allen Themen der Elektrotechnik, Elektronik und Computertechnik. Publiziert werden Review-Artikel, Surveys und Tutorial Papers, wobei sich letztere auch an Nicht-Fachleute richten.
Der Impact Factor lag im Jahr 2016 bei 9,237, der fünfjährige Impact Factor bei 9,758. Damit lag das Journal beim Impact Factor auf Rang 5 von insgesamt 260 in der Kategorie „elektrisches und elektronisches Ingenieurwesen“ gelisteten wissenschaftlichen Zeitschriften.